# Ján Záskalický
Ján Záskalický (též Satzkalitzky, Zaszkalitzky) (90. léta 17. století – 1725) byl slovenský evangelický duchovní, básník a překladatel. Patřil k reprezentantům pietismu.
Pocházel z Oravy. V letech 1716–1720 byl žákem Matěje Bela. Od podzimu 1720 studoval v Halle teologii (imatrikulován byl 5. října 1720). Patřil k okruhu spolupracovníků Heinricha Mildeho. Podílel se na korekturách hallského vydání Bible kralické (1722). Přeložil z němčiny spis Pět otázek, v nichž pořádek spasení začátečníkům v kratičkém obsažení se ukazuje (1722). Byl rovněž autorem příležitostných básní.
Slezští pietisté marně usilovali o jeho povolání do Těšína. Ordinován byl roku 1723. Působil jako evangelický kazatel v okolí Prešova. Zemřel v Břehu ve Slezsku.